# Cerkev sv. Marjete, Planina
Cerkev sv. Marjete na Planini je župnijska cerkev Župnije Planina pri Rakeku.

## Zgodovina
Župnijska cerkev sv. Marjete se nahaja v severnem delu Dolnje Planine. Šele od leta 1848 je na Planini sedež župnije, pred tem, od leta 1559, pa je bila sedež vikariata Župnije Cerknica, ki je bil v Planino prestavljen iz Jakovice.
Prednica sedanje cerkve v Dolnji Planini se v zgodovinskih virih omenja leta 1361, zatem še leta 1526. Samostoječi zvonik, ki je pripadal že prejšnji cerkvi (verjetno kapeli), je bil zgrajen leta 1671, o čemer priča napis na zgornji lini, na strani proti cerkvi. Sedanja župnijska cerkev sv. Marjete je bila zgrajena leta 1771.

## Opis in arhitektura
Mogočni pravokotni cerkveni ladji z nekoliko izstopajočima bočnima kapelama je prislonjen nekoliko ožji, vendar enako visok in ravno zaključeni prezbiterij. 
Cerkvena fasada deluje precej profano in se komaj loči od nekdaj finančno dobro stoječih domačij v naselju. V osi vertikalno z dvema paroma pilastrov členjene fasade, je pravokoten kamnit portal, na sredi katerega je kartuša, na koncih preklade pa sta ločna segmenta. Nad portalom je večje deljeno okno, levo in desno od njega še dvoje manjših, v zgoraj porezanem trikotnem čelu pa dve manjši, zaprti lini.
V cerkveno fasado je vzidanih nekaj nagrobnikov, ki so ostanek nekdanjega pokopališča. Iz leta 1966 porušene kapele sv. Elizabete Ogrske, z grobnico rodbine knezov Windischgrätzov, so trije kamniti kipi Kristusa ter apostolov sv. Petra in Pavla, ki so postavljeni v okenski niši nad desnim stranskim cerkvenim vhodom.

## Notranjost cerkve
Prostorna cerkvena notranjščina deluje veličastno in mogočno, ter jo še posebej poudarja iluzionistično naslikani oltarni nastavek, ki zaseda celotno zaključno steno prezbiterija, delo Franza Kurza zum Thurn und Goldensteina iz leta 1845, kar potrjuje napis.

### Cerkvena oprema
Leseni prosto stoječi tabernakeljski nastavek je preprost, domnevno ga je izdelal Lah z Vrhnike. Vanj je vstavljena baročna slika Matere Božje. Nekoliko više nad oltarnim nastavkom je na steno pritrjena slika župnijske zavetnice sv. Marjete, delo slovenskega slikarja Matevža Langusa.
Leta 1903 so župljani naročili prenovo oltarne freske, ki jo je uničevala vlaga, pri dunajskem slikarju Josephu Castnerju, ki mu je pomagal nečak Pepi. Ta dva sta okrasila tudi kupolo, s podobo Češčenja Srca Jezusovega in v vogalih upodobila štiri evangeliste, na ladijski strani, pred slavoločno steno, pa Križanega z Marijo in Janezom evangelistom.
Baročna prižnica in stranska oltarja so delo iste podobarske delavnice, ki je sledila tedaj sodobnemu baročnemu oblikovanju.

Levi oltar je posvečen Mariji in ga krasi kvalitetna slika Marijine zaroke, delo Antona Cebeja (1773).

Desni oltar je posvečen sv. Antonu puščavniku, ki ga krasi Prikazovanje Kristusa sv. Antonu, delo Janeza Wolfa (1863).
Pod Cebejovo sliko je v stekleni omarici t.i. »Praški Jezušček«, voščeni kipec v novejšem belem oblačilu in s krono na glavi, ki so ga po izročilu podarili Windischgrätzi, izdelale pa spretne roke anonimnih redovnic.

Na levi strani prezbiterija je danes slika Marije zavetnice s plaščem, ki je prvotno bila v glavnem oltarju podružnične Marijine romarske cerkve na Planinski gori, ki so jo leta 1900 prenesli v podružnično cerkev sv. Roka, kjer je bila še v petdesetih letih minulega stoletja. Gre za delo Valentina Menzingerja iz leta 1740. Poslikani križev pot iz osemdesetih let devetnajstega stoletja je delo Antona Jebačina.
Božji grob, v desni bočni kapeli, naj bi po pripovedi tedanjega župnika rešili iz uničene kapele dvorca Hošperk. Gre za z zadnje strani osvetljeno t.i. oltarno palo, ki je prevotljena in je kombinirana z raznobarvnimi steklenimi jagodami različnih velikosti. Na sredini je upodobljen križ, ki se mu na straneh priklanjata dva angela oz. oranta. Dekorativni izdelek ima secesijske oblikovne prvine in je verjetno nastal v prvih letih minulega stoletja. Pala v funkciji božjega groba se sedaj nahaja na oltarni mizi, pod katero na tleh leži lesen kristusov korpus. Ob njej sta neoromanska baza in kapitelj, ki izvirata iz porušene grobne kapele knezov Windischgrätzov, ki se je nahajala v bližini ruševin požganega dvorca Hošperk.